# Frati francescani dell'Atonement
I Frati Francescani dell'Atonement (in latino Congregatio Fratrum Adunationis Tertii Regularis Ordinis Sancti Francisci, in inglese Franciscan Friars of the Atonement) sono un istituto religioso maschile di diritto pontificio: i membri di questa congregazione clericale pospongono al loro nome la sigla S.A. (Society of Atonement).

## Storia

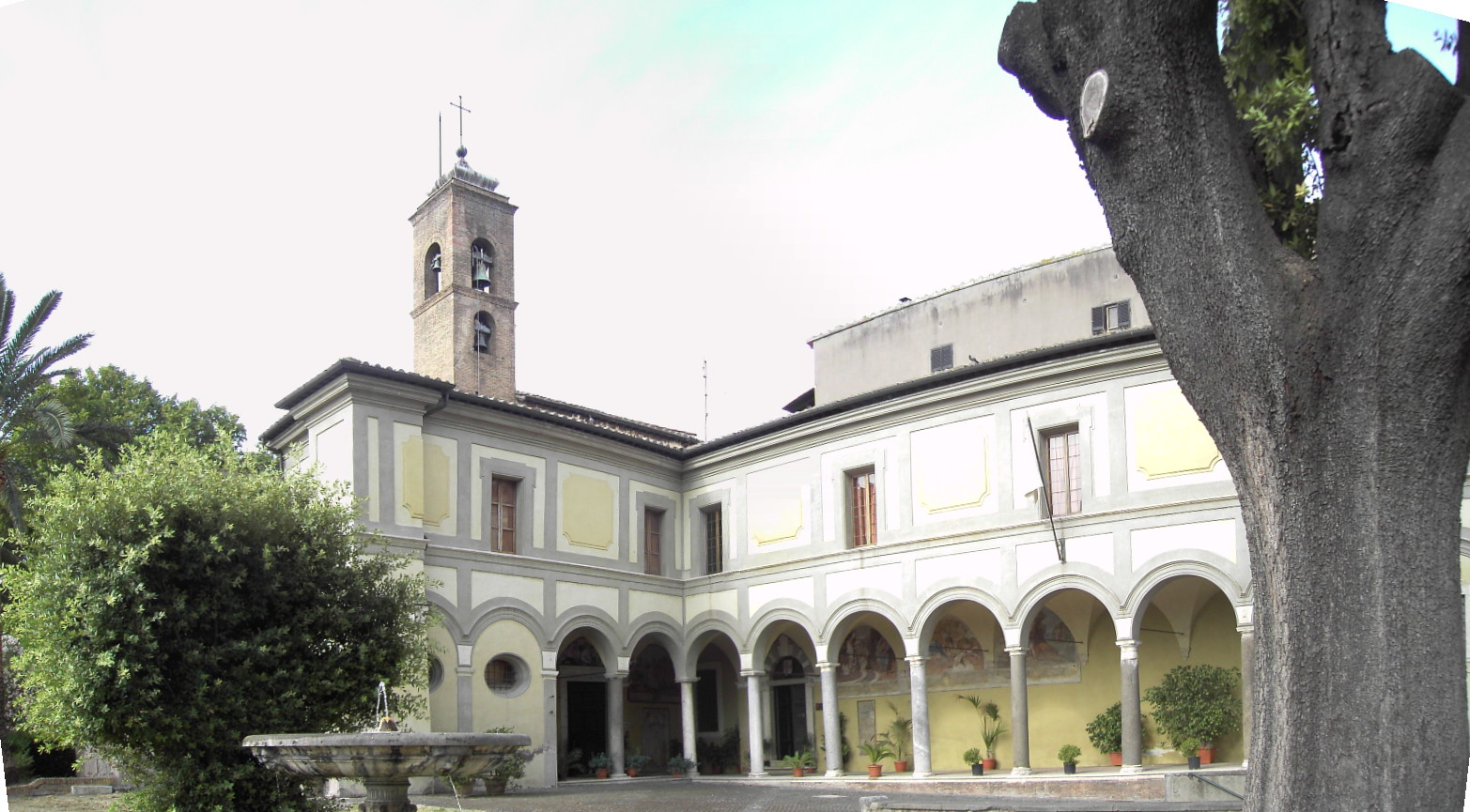
Il convento di Sant'Onofrio al Gianicolo, casa generalizia dei Frati Francescani dell'Atonement

La congregazione fu fondata il 7 ottobre 1898 a Graymoor, presso New York, dal pastore anglicano Lewis Thomas Wattson (1863-1940), desideroso di creare in seno alla Chiesa episcopaliana una comunità religiosa a imitazione del Terz'Ordine Regolare francescano.
Come nome dell'istituto il fondatore scelse la parola inglese Atonement, in italiano espiazione, che scomposto in sillabe diventa at one ment (nel senso di unità): scopo della congregazione, infatti, doveva essere quello di realizzare la piena comunione fra i Cristiani delle varie confessioni.
Nel 1908 Wattson istituì la pratica dell'ottava di preghiera per l'unità dei cristiani e l'anno seguente si convertì al cattolicesimo. Papa Pio X benedisse la fraternità e le consentì di proseguire la sua missione all'interno della Chiesa cattolica: il 27 ottobre 1909 i francescani dell'Atonement vennero approvati come istituto di diritto diocesano del terz'ordine regolare francescano e vennero sottoposti all'autorità dell'arcivescovo di New York; il 25 luglio 1932 la congregazione venne aggregata all'Ordine dei Frati Minori.
L'istituto ottenne il pontificio decreto di lode il 21 dicembre 1951 e venne approvato il 30 agosto 1960.

## Attività e diffusione
I Frati Francescani dell'Atonement si dedicano alla promozione dello spirito ecumenico e a varie attività sociali.
Sono presenti negli Stati Uniti d'America, in Canada, Perù, Regno Unito, Italia e Giappone; il moderatore supremo, che porta il titolo di Ministro Generale, risiede presso la Curia Generalizia a Graymoor (New York).
Nel 1968 i frati hanno fondato a Roma, presso il Palazzo Pamphilj, il Centro Pro Unione, un ministero attivo nella promozione del dialogo ecumenico.
Al 31 dicembre 2005, la congregazione contava 119 religiosi (dei quali 80 sacerdoti) in 22 case.